# مبادله کلمبی
اصطلاح مبادله (کریستف) کلمبی (به انگلیسی: Columbian Exchange) به تبادل گسترده گونه‌های حیوانی، گیاهان، فرهنگ، جمعیت‌های انسانی، بیماری‌های مسری، فناوری و ایده‌ها بین قاره آمریکا از یک سو و قاره‌های آفریقا و اروپا و آسیا از طرف دیگر پس از کشف آمریکا توسط کریستف کلمب در سال ۱۴۹۲ میلادی بر می‌گردد. زمینه اصلی گسترش چنین تبادلی نیز وجود استعمار و تجارت اروپایی‌ها در آمریکا و توسعه تجارت برده در آفریقا و آمریکا بود.

اصطلاح مبادله کلمبی توسط آلفرد دبلیو کرازبی، مورخی در دانشکده مین شرقی، در ضمن تحقیق تاریخ محیطی (جغرافیایی)، در سال ۱۹۷۲ بدعت گذاشته شد.

تماس بین دو منطقه یاد شده تبادل در طیف گسترده‌ای از محصولات جدید و از جمله غذایی را به همراه داشت که آن نیز بنوبه خود موجب افزایش جمعیت در هر دو نیمکره شد.

کاوشگران با ذرت، سیب زمینی و گوجه فرنگی که به محصولاتی بسیار مهم از قرن ۱۸ به بعد تبدیل شد به اروپا بازگشتند. به طور مشابه، در پی آن اروپایی‌ها مانیوک و بادام زمینی را به مناطق گرمسیری آسیا و غرب آفریقا، جایی که آنها رشد خوبی در خاک آن مناطق داشتند منتقل کردند.